# 日野消防署 (日野市)
日野消防署（ひのしょうぼうしょ）は、東京都日野市にある、東京消防庁第九消防方面本部に所属する消防署である。

## 概要
本署および2出張所があり、日野市全域を管轄している。特別消火中隊が高幡出張所に配属されている。

## 住所
- 日野消防署
  - 日野市神明二丁目14番地の3（JR中央線日野駅より徒歩15分）
- 豊田出張所
  - 日野市東平山三丁目1番地の23（JR中央線豊田駅より徒歩10分）
- 高幡出張所
  - 日野市高幡 714番地（京王線・多摩都市モノレール線高幡不動駅より徒歩5分）

## 沿革
- 1945年6月18日 - 八王子消防署日野出張所を設置
- 1948年3月7日 - 消防組織法の施行にともない、南多摩郡日野町が日野町消防本部を設置する。それに伴い八王子市消防本部の管轄となる八王子消防署から日野出張所が分離独立し、日野町消防本部の管轄となる日野消防署が発足。
- 1950年12月30日 - 豊田出張所が開設される。
- 1954年1月15日 - 日野台出張所が開設される。
- 1954年5月10日 - 豊田出張所が移転となる。
- 1960年3月31日 - 翌日の消防事務委託に伴い日野町消防本部を廃止
- 1960年4月1日 - 東京消防庁に消防事務を委託し、東京消防庁日野消防署となる
- 1968年4月15日 - 多摩平出張所が開設される。
- 1972年4月2日 - 日野消防署本署庁舎が移転となる。
- 1974年6月1日 - 高幡出張所が新設される。
- 1999年3月25日 - 豊田出張所が移転新築
- 2009年12月21日 - 日野消防署仮庁舎が移転
- 2013年9月11日 - 日野消防署新庁舎完成

## 車両
- - 指揮隊車1、ポンプ車1、はしご車1、化学車1、救急車1、救助車1、指揮統制車11、資材輸送車1

## 出来事
- 2021年8月24日、SNSで企業の商品の宣伝をしたとして、日野署の消防司令補が懲戒処分となった。司令補は2017年11月頃から2021年2月頃にかけて、インスタグラムで時計などを宣伝し、見返りに商品を受け取っていた。消防総監宛の投書で発覚した。[1]
- 2023年、福生消防署より化学機動中隊が移管された。